# ستيف ماديسون
ستيف ماديسون (بالإنجليزية: Steve Madison)‏ هو مصارع هاوي أمريكي، ولد في 9 أبريل 1983 في تامبا في الولايات المتحدة.

## روابط خارجية
- ستيف ماديسون على موقع CageMatch worker (الإنجليزية)